# Bogomila
Bogomila (en macédonien Богомила) est un village du centre de la Macédoine du Nord, situé dans la municipalité de Tchachka. Le village comptait 476 habitants en 2002. Il est traversé par la Babouna, affluent du Vardar et fait partie de l'Azot.

## Démographie
Lors du recensement de 2002, le village comptait :
- Macédoniens : 471
- Albanais : 2
- Turcs : 1
- Serbes : 1
- Autres : 1